# Inès Jaurena

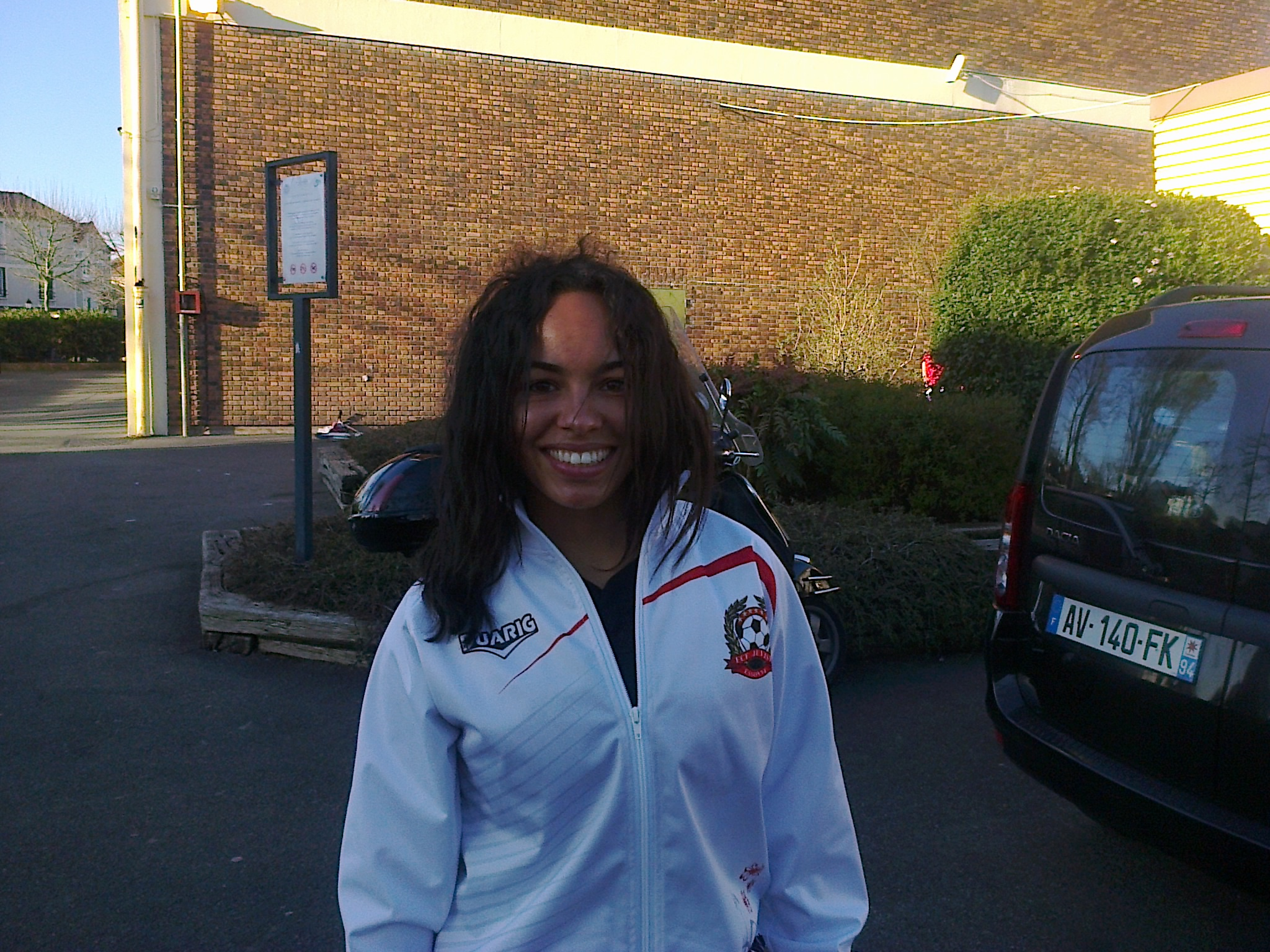
Inès Jaurena im März 2014

Inès Jaurena (* 14. Mai 1991 in Paris) ist eine französische Fußballspielerin, die aktuell als Mittelfeldspielerin für die Girondins Bordeaux spielt.

## Karriere

### Vereine
Ihrem fußballerischen Debüt bei VGA Saint-Maur, in deren Zweitligaelf sie ab 2006 regelmäßig zum Einsatz kam, folgte ein dreieinhalbjähriger Aufenthalt in den USA, wo sie in einer Universitätsmannschaft spielte.
In der Winterpause 2012/13 der französischen Liga kam sie zurück nach Frankreich zum FF Issy, der in der Saison in der ersten Liga spielte. Als am Ende der Saison FF Issy in die zweite Liga absteigen musste, wechselte Inès Jaurena zum Juvisy FCF, wo sie sich sehr zügig als Stammspielerin etablierte, ehe Ende 2014 eine schwere Beinverletzung ihre Entwicklung unterbrach. Nachdem Juvisy durch Fusion zur Frauenabteilung des Paris FC wurde, spielte sie bis 2019 wieder für einen Verein aus der Hauptstadt. Dann schloss sie sich den Girondins Bordeaux an.
Ab 2014 absolvierte sie in Créteil eine Ausbildung im selben Metier, in dem auch ihr Vater, ein Sportjournalist, tätig ist.

### Nationalmannschaft
Jaurena hat für die französische U-17-Auswahl 17 Länderspiele bestritten, 15 mit der U-19 sowie vier mit der U-20. Im April 2014 berief Nationaltrainer Philippe Bergeroo sie zum ersten Mal in das Aufgebot der A-Nationalmannschaft, ohne sie dann einzusetzen. Es folgte dann bisher lediglich ein B-Länderspiel im November desselben Jahres. Allerdings erhielt sie für den Istrien-Cup im März 2016 ebenso wieder eine Berufung wie für das Turnier im Jahr darauf.
Mit der französischen Hochschulauswahl gewann Inès Jaurena im Juli 2015 beim Frauenfußballturnier der Universiade die Goldmedaille.
Im September 2017 nominierte die neue Nationaltrainerin Corinne Diacre sie anlässlich zweier Freundschaftsspiele für das französische A-Aufgebot; allerdings musste die Mittelfeldakteurin wenige Tage später ihre Teilnahme aufgrund einer Blessur absagen. Vier Wochen später debütierte Inès Jaurena dann aber im blauen Dress, und das ebenso in der Startelf wie bei ihrem zweiten A-Länderspiel einen Monat darauf. Ihre nächste Berufung durch Diacre ließ dann fast dreieinhalb Jahre auf sich warten und war insbesondere der Tatsache zu verdanken, dass zahlreiche Stammspielerinnen aufgrund der COVID-19-Pandemie nicht zur Verfügung standen. In diesem Kontext kam Jaurena zu ihrem dritten und vierten Länderspieleinsatz, wobei sie ihre Vereinskameradin aus Bordeaux, Charlotte Bilbault, auf der Sechserposition ersetzte. (Stand: 13. April 2021)

## Palmarès
- Universiade-Siegerin: 2015